# 혁신경제학
혁신 경제학은 기업가 정신과 혁신을 강조하는 성장하는 경제 이론이다. 혁신 경제는 두 가지 근본적인 원칙에 기반한다. 즉, 경제 정책의 핵심 목표는 혁신을 통해 생산성을 높이고 입력 자원과 가격 신호에 의존하는 시장이 생산성 향상에 항상 효과적이지는 않을 것이라는 것이다. 경제 성장.
이것은 다른 전통적인 경제 교리, 신고 전파 경제학 및 케인즈주의 경제학과는 대조적이다.

## 역사적 기원
조셉 슘페터 (Joseph Schumpeter)는 경제학에서 혁신의 문제를 광범위하게 다루는 최초이자 가장 중요한 학자 중 한 사람이다. 현대의 존 메이 너드 케인즈 (John Maynard Keynes)와 달리 슘페터 (Schumpeter)는 진화하는 기관, 기업가 및 기술적 변화가 정책에 크게 영향을받지 않는 독립 세력이 아니라 경제 성장의 핵심이라고 주장했다. 그는 "자본주의는 지속적인 혁신과 창조적 파괴의 진화 과정으로 이해 될 수 있다"고 주장했다.
그러나 Schumpeter의 아이디어에 바탕을 둔 혁신에 중점을 둔 경제 성장의 이론과 서술이 등장한 것은 지난 15년 사이에 불과하다. 혁신 경제학은 전체 요소 생산성 성장의 근본적인 문제에 대한 답변을 시도했다. 생산의 지속적인 성장은 산업화에서 이해되는 생산 과정에서 사용된 투입물의 증가에서만 더 이상 설명 될 수 없다. 따라서 혁신 경제학은 기업 및 조직의 의사 결정 이론에 영향을 미치는 경제 창의력 이론에 중점을 둔다. 기존 가정의 취약성을 강조한 이단 경제학과 그러한 가정의 허약성을 무시한 정통 경제학 사이를 움직이는 혁신 경제학은이 두 이론 간의 공동 교훈을 목표로한다. 따라서 글로벌 경제에서 새로운 정보 및 통신 기술 아이디어를 통합함으로써 새로운 기술 시스템에 대한 Schumpeterian 분석을 확대한다.
혁신 경제학은 새로운 제도 경제학, 새로운 성장 이론, 내생적 성장 이론, 진화론적 경제학, 신 슘페터 경제학 등 오늘날의 지식 경제에서 성장을 뒷받침하고 설명하는 경제 모형을 제공하는 경제학의 다른 학교들의 임금에 나타난다.
혁신 경제학의 선도적 인 이론가들은 공식 경제학자뿐만 아니라 경영 이론가, 기술 정책 전문가 및 기타 전문가를 모두 포함한다. Paul Romer, Elhanan Helpman, Bronwyn Hall, W. Brian Arthur, Robert Axtell, Richard R. Nelson, Richard Lipsey, Michael Porter, Keun Lee, Christopher Freeman 등이 있다.

## 이론
혁신 경제학자들은 오늘날 지식 기반 경제의 경제 성장을 주도하는 것이 신고 전파주의 주장에 따라 자본 축적이 아니라 적절한 지식과 기술적 외부 효과에 의해 촉진 된 혁신적인 능력이라고 믿는다. 혁신 경제의 경제 성장은 다음과 같은 최종 결과이다.:
- 지식 (암묵화 대 성문화);
- 기업가 정신과 혁신 (즉, 연구 개발 지출, 허가, 면허)을 허용하는 체제와 정책;
- 협업 회사 간의 기술적 유출 및 외부 효과;
- 혁신적인 환경 (즉, 클러스터, 응집, 대도시)을 만드는 혁신 시스템.

1970년 경제학자 밀턴 프리드먼 (Milton Friedman)은 New York Times에서 비즈니스의 유일한 목적은 주주들에게 이익을 창출하는 것이라고 말하면서 다른 임무를 추구하는 회사들은 경쟁력이 낮아 소유주, 직원 및 사회에 이익이 줄어 들었다. 그러나 지난 수십 년 동안의 데이터에 따르면 이익은 중요하지만 좋은 기업은 특히 시장에 혁신을 도입하는 데 훨씬 더 많은 것을 제공한다. 이는 경제 성장, 고용 이득 및 기타 사회 전반의 이익을 촉진시킨다. 비즈니스 스쿨의 데이비드 아얼 스트롬 (David Ahlstrom) 교수는 "비즈니스의 주요 목적은 사회에 이익을 제공하면서 경제 성장을 창출하는 새롭고 혁신적인 상품과 서비스를 개발하는 것"이라고 단언했다.
신고 전파 경제학과는 달리 혁신 경제학은 주요 초점, 경제 성장의 이유 및 경제적 행위자 간의 상황에 대한 가정에 대해 서로 다른 시각을 제시한다.
| 경제     | 초점                                                           | 성장                            | 컨텍스트                  |
| -------- | -------------------------------------------------------------- | ------------------------------- | ------------------------- |
| 신고전주 | 시장 가격에 있는 신호를 사용하여 부족한 자원                   | 생산적인 요인이 축적(자본,노동) | 개인과 회사에서 행동 진공 |
| 혁신     | 혁신적인 능력을 만들고 더 효과적인 프로세스,제품,비즈니스 모델 | 지식/기술(R&D,특허)             | 기관의 연구,정부,사회     |

경제 사상의 차이에도 불구하고 두 가지 관점 모두 동일한 핵심 전제에 기반한다. 모든 경제 성장의 기반은 요인 활용의 최적화이며 성공의 척도는 요인 활용이 얼마나 잘 최적화되어 있는가이다. 그럼에도 불구하고, 특별한 기금, 변화하는 상대 가격, 생산 과정과 같은 상황을 낳는다. 따라서 두 이론적 개념은 다르지만 혁신 경제학은 주류 경제학에서 비옥 한 토대를 찾을 수 있다.

## 증거
전 세계적으로 경험적으로 볼 때 기술 혁신과 경제 성과 사이에는 긍정적인 연결 고리가있다. 독일에서의 생명 공학 기업의 추진은 공동 프로젝트, 네트워크 파트너 및 클러스터 내의 협업 파트너와의 가까운인지 적 거리에 대한 연구 개발 보조금 때문이었다. 예를 들면 :
- 이러한 요인들은 생명 공학 산업에서의 특허 성과를 증가 시켰다.
- 혁신 역량은 인도와 중국의 GDP 성장률을 1981-2004년 사이에, 특히 1990년대에 많이 설명한다. R & D 지출과 인력, 특허 및 하이테크 / 서비스 수출에 대한 막대한 투자를 통해 국가 혁신 시스템을 개발함으로써 혁신 역량이 강화되었다. 과학 분야와 사업 분야를 연결하고, 혁신 활동에 대한 인센티브를 마련하고, 기술 수입과 고유 한 R & D 노력을 조화시킴으로써, 양국은 최근 수십 년 동안 급속한 경제 성장을 경험했다.
- 또한 외교 협의회는 1970년대 말 미국이 적극적으로 기술 변화를 추구함으로써 세계의 부를 과도하게 분배함으로써 기술 혁신이 꾸준한 경제적 성과의 핵심 촉매임을 보여준다고 주장했다
- [6]

혁신은 꾸준한 경제 성장과 1 인당 소득의 증가에 기여한다는 것을 보여주는 증거는 간결하다.
그러나 혁신 성과 링크를 조사한 일부 경험적 연구는 오히려 혼합 된 결과를 가져오고 그 관계가 일반적으로 가정하는 것보다 더 미묘하고 복잡하다는 것을 나타낸다. 특히, 혁신 성과 성과 간의 관계는 경험적 배경, 환경 적 상황 및 개념적 차원에 따라 강도와 중요성면에서 차이가있는 것처럼 보이다.
위의 모든 것들은 1990년대에 Zvi Griliches에 의해 확인 된 것처럼 데이터 제약 시대에 일어났다. 혁신의 주요 영역은 상거래이기 때문에 주요 데이터가 상주한다. 공장, 기업 사무실 및 기술 센터에 숨어있는 보고서에서 캠퍼스 밖에서 지속적으로 접근한다. 이 불확실성은 오늘날에도 여전히 진전을 이룬다. 최근의 데이터 이전 시도는 R & D 생산성과 GDP 간의 정확한 대수 (algebra)로 업그레이드되는 '긍정적 인 연결 고리'(위)에 이르렀다. 이것은 상업적 출처로부터의 추가 공개가 보류 중이지만 이미 여러 관련 문서가 사용 가능하다.

## 지리학
혁신은 중요하지만, 자연 항구 또는 자연 자원과 같은 우연한 사건이 아니라 시장, 기관, 정책 입안자 및 지리적 공간의 효과적인 사용에 대한 의도적이고 협조적인 노력이다. 글로벌 경제 구조 조정에서 지역은 혁신을 촉진하기 위해 지역별 고유 자산 (즉, 실리콘 밸리, 캘리포니아의 정보 기술, 서울의 디지털 미디어)에 집중함으로써 경쟁 우위를 확보하는 데 핵심적인 요소가되었다. 도쿄, 시카고, 런던 등 여러 클러스터를 운영하는 번성하는 대도시 경제는 본질적으로 인적 자본, 혁신, 품질 및 기반 시설을 통해 국가 경제에 활력을 불어 넣는다. 도시는 혁신의 원동력이되는 "혁신 공간"과 "창조의 요람"이된다. 그들은 공급 측면에서 혁신 체제에 필수적이다. 생산적인 활동을 위한 좋은 인프라, 시너지 효과를 창출하는 혁신적인 생산 구조를 제공한다. 또한 그들은 수요 측면으로 인해 성장합니다 : 다양한 직종, 아이디어, 기술의 다양한 인구; 소비자 수요의 높고 차별화 된 수준; 그리고 거리, 물 시스템, 에너지 및 운송의 인프라 스트럭쳐의 지속적인 재창조.

## 세계적인 예제
- 캘리포니아 실리콘 밸리의 반도체 및 정보 기술
- 노스 캐롤라이나의 Research Triangle Park에서 첨단 기술 및 생명 과학
- 휴스턴, 텍사스에 있는 에너지 회랑의 에너지 회사들
- 뉴욕시의 금융 상품 및 서비스
- 인도 하이데라바드의 게놈 밸리와 매사추세츠 보스턴의 생명 공학
- 뉴욕 테크 밸리의 나노 기술 (나노 과학 기술 대학)
- 정밀 엔지니어링 속 사우스 요크셔, 영국
- 리우데 자네이루, 브라질의 석유 화학 단지
- 북경, 중국에서 기관차 및 차량 제조 훈련
- 독일 바덴 - 뷔 르템 베르크 (Baden-Württemberg)의 자동차 공학
- 서울 디지털 미디어 시티의 디지털 미디어 기술

## 같이 보기
- 비즈니스 클러스터
- 경제 개발
- 케인즈의 경제학
- 지식경제
- 혁신
- 국제 혁신 인덱스
- 시 경제
- 신고전주의 경제학